# Nicholas Katzenbach
Pour les articles homonymes, voir Katzenbach.
Nicholas Katzenbach, né à Philadelphie le 17 janvier 1922 et mort le 8 mai 2012, est juriste et homme politique américain. Membre du Parti démocrate, il est procureur général des États-Unis entre 1965 et 1966, puis sous-secrétaire d'État entre 1966 et 1969 au sein de l'administration du président Lyndon B. Johnson.

## Biographie
Il est professeur de droit à l'université de Chicago et à l'université Yale.
Il est procureur général adjoint des États-Unis de 1962 à 1964 puis procureur général de 1965 à 1966. Il est sous-secrétaire d'État du 3 octobre 1966 au 20 juin 1969.
Nicholas Katzenbach est recruté par IBM en 1969, où il est conseiller juridique lors de la procédure antitrust engagée par le département de la Justice pour le démantèlement d'IBM. Il mène le dossier d'IBM pendant 13 ans, jusqu'à ce que le gouvernement décide finalement de l'abandonner en 1982. Avec le soutien de l'administration Reagan, il mène la défense d'IBM face aux accusations d'abus de position dominante par la Commission européenne.
En 1986, il quitte IBM pour devenir associé du cabinet Riker, Danzig, Scherer, Hyland & Perretti dans le New Jersey. Il est nommé président de la Bank of Credit and Commerce International (BCCI), alors en faillite, en 1991.